# 나흐트크라프
나흐트크라프(독일어: Nachtkrapp→밤까마귀)는 남부 독일과 오스트리아의 까마귀 요괴로, 어린애들에게 밤에 빨리 자라고 겁주기 위한 용도의 벅베어류 요괴의 일종이다. 헝가리, 체코, 폴란드, 러시아에도 유사한 전설이 존재한다.